# Gualaquiza
Gualaquiza ist eine Stadt und ein Municipio in der Provinz Morona Santiago in Südost-Ecuador und Verwaltungssitz des Kantons Gualaquiza. Ferner bildet einen Teil des Municipios die Parroquia urbana Gualaquiza. Die Einwohnerzahl des Municipios betrug im Jahr 2010 9228. Für die Stadt Gualaquiza (urbaner Bereich des Municipios) wurde eine Einwohnerzahl von 7232 ermittelt.

## Lage
Die Stadt Gualaquiza liegt im Bergland zwischen der Cordillera Real und der Cordillera del Cóndor auf einer Höhe von 851 m. Gualaquiza befindet sich am Río Gualaquiza, ein linker Nebenfluss des Río Bomboiza, 130 km südsüdwestlich der Provinzhauptstadt Macas. Das Municipio Gualaquiza wird im Westen vom Río Chuchipamba, im Süden vom Río Bomboiza, im Osten vom Río Zamora sowie im Nordosten vom Río Kalaglas begrenzt. Im Nordwesten verläuft ein Höhenkamm in nördlicher Richtung entlang der Verwaltungsgrenze.

## Municipio
Das 381,88 km² große Municipio Gualaquiza wird aus zwei Parroquias urbanas gebildet: Gualaquiza besitzt eine Fläche von 290,51 km², Mercedes Molina (⊙) erstreckt sich mit 91,36 km² über den Süden und den Südosten des Municipios.
Die Parroquia Gualaquiza umfasst neben dem Hauptort folgende Siedlungen: El Empalme, Guayusal Bajo, La Dolorosa, Sacramento, San Francisco, Tucumbatza und Tumbes. Sevilla ist Verwaltungssitz der Parroquia urbana Mercedes Molina. Sevilla befindet sich am südlichen Ende der Landebahn von Gualaquiza an der Mündung des Río Gualaquiza in den Río Bomboiza. Daneben gibt es folgende Ortschaften: El Tambo, Kupiamais, Proveeduría, San Luis de Yantzas und Zazapas.

## Verkehr
Die Fernstraße E45 (Macas–Zamora) führt durch die Stadt. In Gualaquiza befindet sich der Flugplatz Aeropuerto Mario Madero Gualaquiza.

## Geschichte
Die Parroquia Gualaquiza wurde am 8. September 1852 gegründet. Am 16. August 1944 wurde der Kanton Gualaquiza eingerichtet und Gualaquiza wurde Sitz der Kantonsverwaltung. Die Parroquia Mercedes Molina wurde am 26. Oktober 1961 gegründet (Registro Oficial N° 349). Benannt wurde sie nach Beata Mercedes de Jesús Molina, die erste Lehrerin in Gualaquiza.